# Scleropogon subulatus
Scleropogon subulatus là một loài ruồi trong họ Asilidae. Scleropogon subulatus được Wiedemann miêu tả năm 1828.